# «Балтимор Ориолс» в сезоне 2018
Сезон 2018 года стал для «Балтимор Ориолс» сто восемнадцатым в Главной лиге бейсбола и в истории клуба, а также шестьдесят пятым с момента переезда команды в Балтимор. Команда провела худший сезон в своей истории и второй год подряд заняла последнее пятое место в Восточном дивизионе Американской лиги. Шансы на выход в плей-офф были потеряны 11 августа после поражения от «Бостон Ред Сокс». 7 сентября Балтимор потерпел сотое поражение в сезоне. Последний раз команда проигрывала сто игр регулярного чемпионата в 1988 году. Всего в чемпионате «Ориолс» одержали 47 побед и потерпели 115 поражений. До этого худшим выступлением в истории франшизы был сезон 1939 года, когда клуб проиграл 111 матчей.
В середине сезона «Балтимор» начал перестройку и обновление состава. Перед закрытием периода обменов клуб покинули питчеры Зак Бриттон, Даррен О’Дэй, Кевин Госман и Брэд Брок, инфилдеры Джонатан Скоп и Мэнни Мачадо. За них клуб получил ряд перспективных молодых игроков.
После завершения регулярного чемпионата, 3 октября, было объявлено о том, что свои посты покидают главный тренер команды Бак Шоуолтер, работавший с «Ориолс» девять лет, и генеральный менеджер Дэн Дюкетт.

## Межсезонье

### Прогнозы

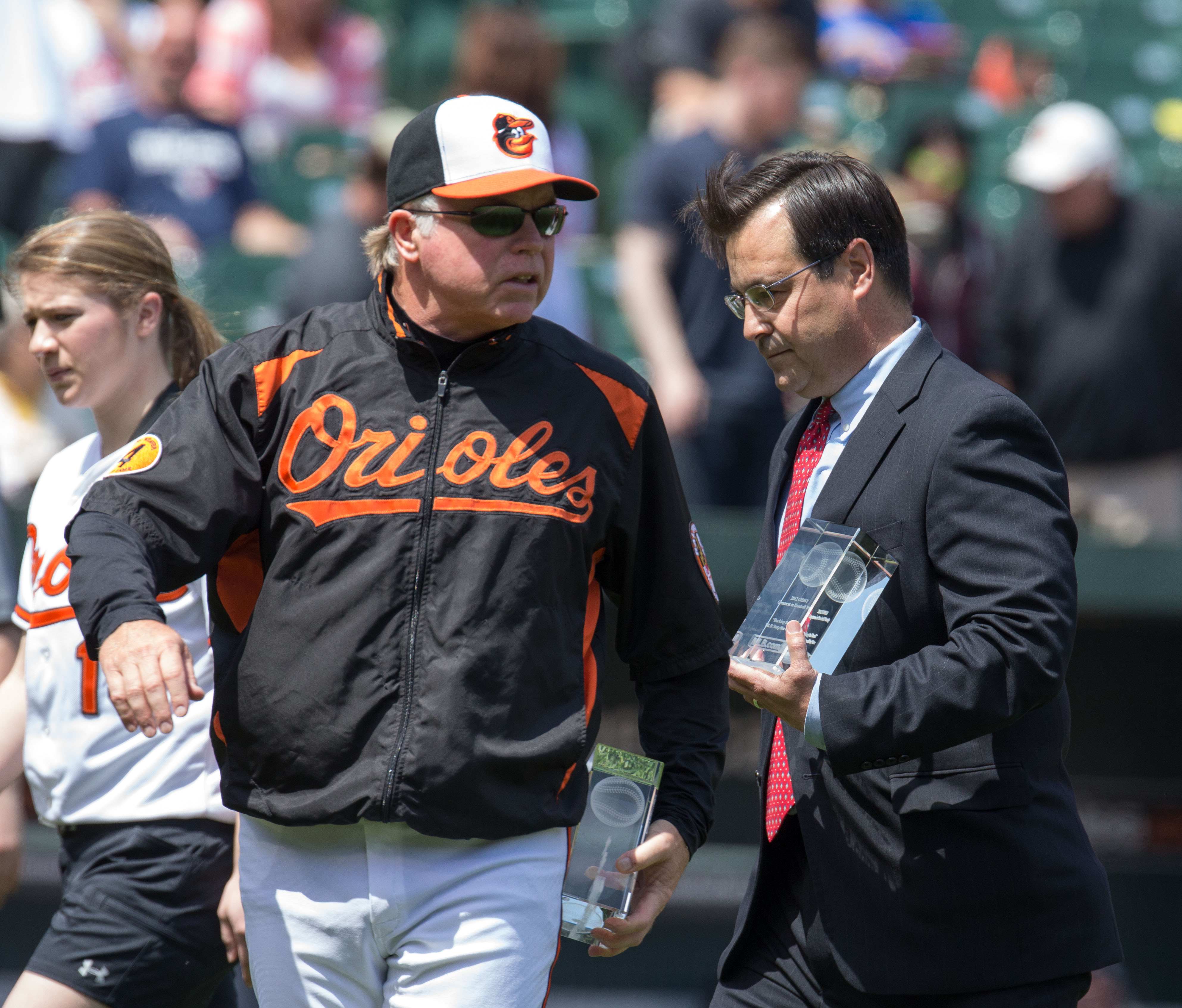
Главный тренер команды Бак Шоуолтер и генеральный менеджер клуба Дэн Дюкетт.

Перед началом сезона отмечалось, что 2018 год станет для команды во многом поворотным — ожидалось, что последний сезон в команде проведут её лучший игрок Мэнни Мачадо, генеральный менеджер Дэн Дюкетт и, возможно, главный тренер Бак Шоуолтер. Помимо Мачадо, по окончании чемпионата статус свободных агентов получат также центрфилдер Адам Джонс и клоузер Зак Бриттон. Сайт Fangraphs прогнозировал для команды 75 побед — повторение результата 2017 года и один из худших результатов Лиги. Сайт Bleacher Report оценивал шансы команды на выход в плей-офф в 15 %, называя главной причиной этого слабость питчеров команды.
При наличии хорошей линейки отбивающих и среднем по уровню буллпене результат команды будет определяться ротацией стартовых питчеров. Двумя первыми питчерами в команде на момент начала сезона являлись нестабильные Дилан Банди и Кевин Госман. Усилением выглядело подписание контракта с Алексом Коббом, который в предыдущем сезоне установил личный рекорд по числу сыгранных иннингов. Эндрю Кэшнер, в 2017 году игравший за «Техас Рейнджерс», показал хороший ERA 3,40, но аналитиками отмечалось снижение количества аутов после его подач. Слабым звеном в пятёрке выглядел Крис Тиллман, проваливший предыдущий чемпионат (1 победа при 7 поражениях, ERA 7,84). Вероятными кандидатами на место в ротации также были Майк Райт и Убальдо Хименес.
Кроме слабой стартовой ротации к недостаткам команды относилось и малое число перспективных игроков в системе клуба. Перед началом сезона наиболее прогрессирующим игроком «Ориолс» был кэтчер Ченс Сиско. Возможное появление в составе прогнозировалось для питчеров Таннера Скотта и Криса Ли. Лучшим молодым игроком в системе клуба по версии Baseball Prospectus перед началом чемпионата был шортстоп Райан Маунткасл.

### Предсезонная подготовка
В = Побед; П = Поражения; П% = Процент выигранных матчей; GB = Отставание от лидера; Дома = Победы/поражения дома; Выезд = Победы/поражения на выезде
| Грейпфрутовая лига  | В  | П  | П%   | GB   | Дома | Выезд |
| ------------------- | -- | -- | ---- | ---- | ---- | ----- |
| Бостон Ред Сокс     | 22 | 9  | 71,0 | —    | 12—4 | 10—5  |
| Хьюстон Астрос      | 21 | 9  | 70,0 | 0,5  | 9—6  | 12—3  |
| Балтимор Ориолс     | 17 | 12 | 58,6 | 4,0  | 7—7  | 10—5  |
| Нью-Йорк Янкис      | 18 | 13 | 58,1 | 4,0  | 8—7  | 10—6  |
| Сент-Луис Кардиналс | 17 | 13 | 56,7 | 4,5  | 7—6  | 10—7  |
| Майами Марлинс      | 15 | 13 | 53,6 | 5,5  | 9—4  | 6—9   |
| Миннесота Твинс     | 14 | 14 | 50,0 | 6,5  | 6—8  | 8—6   |
| Тампа-Бэй Рейс      | 14 | 16 | 46,7 | 7,5  | 5—10 | 9—6   |
| Детройт Тайгерс     | 13 | 15 | 46,4 | 7,5  | 6—7  | 7—8   |
| Торонто Блю Джейс   | 14 | 18 | 43,8 | 8,5  | 8—8  | 6—10  |
| Филадельфия Филлис  | 13 | 17 | 43,3 | 8,5  | 7—9  | 6—8   |
| Вашингтон Нэшионалс | 13 | 17 | 43,3 | 8,5  | 7—8  | 6—9   |
| Атланта Брэйвз      | 13 | 18 | 41,9 | 9,0  | 9—9  | 4—9   |
| Питтсбург Пайрэтс   | 11 | 19 | 36,7 | 10,5 | 7—9  | 4—10  |
| Нью-Йорк Метс       | 10 | 18 | 35,7 | 10,5 | 6—10 | 4—8   |

- В таблице не учтены результаты матчей, завершившихся вничью. Во время предсезонной подготовки команды не играют экстраиннинги.

## Регулярный чемпионат
«Ориолс» провели свой худший старт с 2010 года, одержав в первых шести играх одну победу при пяти поражениях. Десятый раз в истории выступлений в МЛБ команда так начинала и ни разу не смогла выйти в плей-офф. К 5 мая в активе «Балтимора» было только восемь побед в тридцати четырёх играх. При сохранении такой динамики к концу регулярного чемпионата Ориолс могли бы проиграть сто двадцать четыре игры, сыграв свой худший сезон в истории. До этого самым провальным был чемпионат 1988 года, в котором клуб стартовал с серии из двадцати одного поражения.
К концу июля «Балтимор» выиграл 30,2 % игр — тридцать две победы и семьдесят четыре поражения. За период после Второй мировой войны только три раза команды выступали хуже — «Питтсбург Пайрэтс» в 1952, «Нью-Йорк Метс» в 1962 и «Детройт Тайгерс» в 2003 году. Команда с некоторым опозданием начала обновления состава — в июле клуб покинули Мэнни Мачадо, Зак Бриттон, Джонатан Скоп, Кевин Госман и Брэд Брок. Из-за травмы на длительный срок выбыл Даррен О’Дэй. Генеральный менеджер команды Дэн Дюкетт заявил, что «проще снести дом и построить его заново вместо того, чтобы ремонтировать комнаты по одной». Пресса оценила обмены положительно: за игроков, которые в межсезонье получат статус свободных агентов, команда получила пятнадцать перспективных спортсменов, добавивших глубины фарм-системе.
10 августа «Ориолс» потеряли математические шансы на победу в дивизионе, а спустя десять дней и возможность попасть в плей-офф. Впервые с момента разделения лиги на дивизионы в 1969 году, одна из команд так рано выбыла из числа претендентов. 18 сентября «Балтимор» потерпел сто восьмое поражение в сезоне, установив клубный «рекорд».

### Положение команд
В = Побед; П = Поражения; П% = Процент выигранных матчей; GB = Отставание от лидера; Дома = Победы/поражения дома; Выезд = Победы/поражения на выезде
| Восточный дивизион | В   | П   | П%   | GB   | Дома  | Выезд |
| ------------------ | --- | --- | ---- | ---- | ----- | ----- |
| Бостон Ред Сокс    | 108 | 54  | 66,7 | —    | 57—24 | 51—30 |
| Нью-Йорк Янкис     | 100 | 62  | 61,7 | 8,0  | 53—28 | 47—34 |
| Тампа-Бэй Рейс     | 90  | 72  | 55,6 | 18,0 | 51—30 | 39—42 |
| Торонто Блю Джейс  | 73  | 89  | 45,1 | 35,0 | 40—41 | 33—48 |
| Балтимор Ориолс    | 47  | 115 | 29,0 | 61,0 | 28—53 | 19—62 |

### Статистика
| Условные цветовые обозначения    |
| -------------------------------- |
| Игроки, пришедшие по ходу сезона |
| Игроки, ушедшие по ходу сезона   |

- Курсивом выделены игроки, дебютировавшие в МЛБ в сезоне 2018
- Жирным выделены игроки, принимавшие участие в Матче всех звёзд
- Статистика приведена для игроков основного состава по данным сайта baseball-reference.com

#### Питчеры
| Игрок         | G  | GS | CG | W | L  | ERA  | SO  | BB |
| ------------- | -- | -- | -- | - | -- | ---- | --- | -- |
| Дилан Банди   | 31 | 31 | 1  | 8 | 16 | 5,45 | 184 | 54 |
| Эндрю Кэшнер  | 28 | 28 | 0  | 4 | 15 | 5,29 | 99  | 65 |
| Алекс Кобб    | 28 | 28 | 1  | 5 | 15 | 4,90 | 102 | 43 |
| Кевин Госман  | 21 | 21 | 0  | 5 | 8  | 4,43 | 104 | 32 |
| Дэвид Хесс    | 21 | 19 | 0  | 3 | 10 | 4,88 | 74  | 37 |
| Йефри Рамирес | 17 | 12 | 0  | 1 | 8  | 5,92 | 62  | 36 |

| Игрок         | G  | GS | CG | W | L | SV | ERA  | SO | BB |
| ------------- | -- | -- | -- | - | - | -- | ---- | -- | -- |
| Брэд Брок     | 42 | 0  | 0  | 1 | 2 | 11 | 4,85 | 38 | 19 |
| Мигель Кастро | 63 | 1  | 0  | 2 | 7 | 0  | 3,96 | 57 | 50 |
| Майк Райт     | 48 | 2  | 0  | 5 | 2 | 0  | 5,55 | 74 | 36 |
| Майкл Гивенс  | 69 | 0  | 0  | 0 | 7 | 9  | 3,99 | 79 | 30 |
| Таннер Скотт  | 53 | 0  | 0  | 3 | 3 | 0  | 5,40 | 76 | 28 |

#### Бэттеры
| Поз. | Игрок         | G   | AB  | R  | H   | 2B | 3B | HR | RBI | BA   | OBP  | SLG  |
| ---- | ------------- | --- | --- | -- | --- | -- | -- | -- | --- | ---- | ---- | ---- |
| C    | Калеб Джозеф  | 82  | 265 | 28 | 58  | 14 | 2  | 3  | 17  | 21,9 | 25,4 | 32,1 |
| 1B   | Крис Дэвис    | 128 | 470 | 40 | 79  | 12 | 0  | 16 | 49  | 16,8 | 24,3 | 29,6 |
| 2B   | Джонатан Скоп | 85  | 349 | 45 | 85  | 18 | 1  | 17 | 40  | 24,4 | 27,3 | 44,7 |
| SS   | Мэнни Мачадо  | 96  | 365 | 48 | 115 | 21 | 1  | 24 | 65  | 31,5 | 38,7 | 57,5 |
| 3B   | Ренато Нуньес | 60  | 200 | 26 | 55  | 13 | 0  | 7  | 20  | 27,5 | 33,6 | 44,5 |
| LF   | Трей Мансини  | 156 | 582 | 69 | 141 | 23 | 3  | 24 | 58  | 24,2 | 29,9 | 41,6 |
| CF   | Адам Джонс    | 145 | 580 | 54 | 163 | 35 | 0  | 15 | 63  | 28,1 | 31,3 | 41,9 |
| RF   | Джоуи Рикард  | 79  | 213 | 27 | 52  | 10 | 1  | 8  | 23  | 24,4 | 30,0 | 41,3 |
| DH   | Марк Трамбо   | 90  | 330 | 41 | 86  | 12 | 0  | 17 | 44  | 26,1 | 31,3 | 45,2 |

## Фарм-клубы
| Уровень | Команда            | Город              | Лига                          |
| ------- | ------------------ | ------------------ | ----------------------------- |
| AAA     | Норфолк Тайдс      | Норфолк, Виргиния  | Международная лига            |
| AA      | Боуи Бэйсокс       | Боуи, Мэриленд     | Восточная лига                |
| A+      | Фредерик Киз       | Фредерик, Мэриленд | Лига Каролины                 |
| A       | Делмарва Шорбердз  | Солсбери, Мэриленд | Южно-Атлантическая лига       |
| SSA     | Абердин АйронБёрдз | Абердин, Мэриленд  | Лига Нью-Йорка — Пенсильвании |

### Норфолк Тайдс
«Тайдс» заняли третье место в Южном дивизионе Международной лиги, одержав 69 побед и потерпев 71 поражение. Команда на протяжении большей части сезона шла в верхней части таблицы, но в конце проиграла четырнадцать из девятнадцати матчей и лишилась возможности выйти в плей-офф. За клуб в регулярном чемпионате сыграло шестьдесят шесть игроков, тридцать три из которых также входило в расширенный состав «Ориолс». Тринадцать игроков «Норфолка» в сезоне 2018 года дебютировали в Главной лиге бейсбола. Три игрока команды получили приглашения на Матч всех звёзд Международной лиги — Дрю Дош, Ди Джей Стюарт и Джимми Якабонис. Главный тренер «Тайдс» Рон Джонсон получил Награду Кэла Рипкена-старшего, вручаемую тренерам фарм-клубов «Ориолс» за их вклад в развитие молодых игроков. Аутфилдер Седрик Маллинс стал лучшим игроком команды, а также получил Награду Брукса Робинсона как лучший игрок года фарм-системы «Балтимора».

### Боуи Бэйсокс
«Боуи Бэйсокс» заняли четвёртое место в Западном дивизионе Восточной лиги с результатом 67 побед — 71 поражение. Команда хорошо провела вторую половину сезона, выиграв тридцать три матча при двадцати шести поражениях, но этого не хватило для положительного баланса по итогам чемпионата. Нападение «Бэйсокс» стало лучшим в лиге по показателю отбивания (26,3 %) и вторым по числу хоум-ранов (135). Питчеры, напротив, были одними из худших, пропустив 128 хоум-ранов, а командный показатель ERA составил 4,52. Лучшими игроками клуба стали инфилдеры Адерлин Родригес и Райан Маунткасл, среди питчеров выделялся левша Киган Эйкин, проведший свой третий сезон в профессиональном бейсболе.

### Фредерик Киз
Киз закончили сезон с 65 победами и 72 поражениями, не сумев выйти в плей-офф. Среди отбивающих по итогам сезона лучшим стал игрок первой базы Вилсон Гарсия, пришедший из фарм-системы «Филадельфии» по ходу чемпионата. Он провёл за команду 108 игр, отметившись 23 хоум-ранами и 70 RBI. Хорошо зарекомендовал себя аутфилдер Райан Маккенна, по ходу сезона переведённый в лигу уровнем выше. Лучшим питчером команды стал Зак Лоутер, в семнадцати играх сделавший сто страйкаутов, его пропускаемость ERA составила 2,53.